# Gustaf Adolf Nessler (läkare)
Gustaf Adolf Nessler, född 1845 i Jungsund i Mustasaari socken, död 11 mars 1884 i Tyrvis, utnämndes 1883 till provinsialläkare i Tyrvis efter att tidigare ha verkat som stadsläkare i Mariehamn.
Nessler intresserade sig för samhällsfrågor, särskilt folkbildning. Han bidrog finansiellt när hemsocknen Malax första folkskola Köpings folkskola bildades.
Gustaf Adolf Nessler var son till klockaren Gustaf Adolf Nessler, bror till klockaren och tidningsmannen Johan Wilhelm Nessler samt far till teaterchefen Gustaf Nessler som föddes sex månader efter faderns död.